# フランツ (ザクセン＝コーブルク＝ザールフェルト公)
フランツ・フリードリヒ・アントン（Franz Friedrich Anton, 1750年7月15日 - 1806年12月9日）は、ザクセン＝コーブルク＝ザールフェルト公（在位：1800年 - 1806年）。ベルギー、イギリス、ブルガリアの王家となったザクセン＝コーブルク＝ゴータ家の共通の祖である。
多くの子に恵まれ彼の血は本家に当たるイギリス、ベルギー、ブルガリアにとどまらずノルウェー王家、スウェーデン王家、デンマーク王家、スペイン王家、ポルトガル王家、ベルギー王家、ルクセンブルク大公家、旧ギリシャ王家、旧ルーマニア王家、旧イタリア王家、旧セルビア王家とヨーロッパの多くの王家に受け継がれた。
ザクセン＝コーブルク＝ザールフェルト公エルンスト・フリードリヒと妃ゾフィー・アントイネッテの間の長男として生まれた。父の死により1800年に公位を継承し、6年後の1806年に死去した。

## 結婚と子女
1776年3月6日、ザクセン＝ヒルトブルクハウゼン公エルンスト・フリードリヒ3世カールの娘ゾフィーとヒルトブルクハウゼンで結婚したが、同年10月28日に死別した。
翌1777年、ロイス＝エーベルスドルフ伯ハインリヒ24世の娘アウグステとエーベルスドルフで結婚した。2人の間には9子（死産を除く）が生まれた。
- ゾフィー・フリーデリケ・カロリーネ・ルイーゼ（1778年 - 1835年）
- アントイネッテ・エルネスティーネ・アマーリエ（1779年 - 1824年）
- ユリアーネ・ヘンリエッテ・ウルリケ（1781年 - 1860年） - ロシア大公コンスタンチン・パヴロヴィチと結婚。
- 男子（死産、1782年）
- エルンスト・アントン・カール・フリードリヒ（1784年 - 1844年） - ザクセン＝コーブルク＝ザールフェルト公、後にザクセン＝コーブルク＝ゴータ公エルンスト1世。ヴィクトリア (イギリス女王)の夫（王配）アルバートの父。
- フェルディナント・ゲオルク・アウグスト（1785年 - 1851年） - ポルトガル王配フェルナンド2世の父、ブルガリア王フェルディナントの祖父。
- マリー・ルイーゼ・ヴィクトリア（1786年 - 1861年） - ライニンゲン侯カールと結婚、後にイギリス王子ケント公エドワードと結婚。イギリス女王ヴィクトリアの母。
- マリアンネ・シャルロッテ（1788年 - 1794年）
- レオポルト・ゲオルク・クリスティアン・フリードリヒ（1790年 - 1865年） - ベルギー国王レオポルド1世
- フランツ・マクシミリアン・ルートヴィヒ（1792年 - 1793年）

## 系譜
| フランツ | 父: エルンスト・フリードリヒ    | 祖父: フランツ・ヨシアス                                                                 | 曽祖父: ヨハン・エルンスト (ザクセン＝コーブルク＝ザールフェルト公)                                      |
| フランツ | 父: エルンスト・フリードリヒ    | 祖父: フランツ・ヨシアス                                                                 | 曽祖母: シャルロッテ・ヨハンナ（ヴァルデック＝ヴィルドゥンゲン伯女）                                     |
| フランツ | 父: エルンスト・フリードリヒ    | 祖母: アンナ・ゾフィア                                                                   | 曽祖父: ルートヴィヒ・フリードリヒ1世 (シュヴァルツブルク＝ルードルシュタット侯)                         |
| フランツ | 父: エルンスト・フリードリヒ    | 祖母: アンナ・ゾフィア                                                                   | 曽祖母: アンナ・ゾフィア                                                                                 |
| フランツ | 母: ゾフィー・アントイネッテ[1] | 祖父: フェルディナント・アルブレヒト2世 (ブラウンシュヴァイク＝ヴォルフェンビュッテル公) | 曽祖父: フェルディナント・アルブレヒト1世 (ブラウンシュヴァイク＝ヴォルフェンビュッテル＝ベーヴェルン公) |
| フランツ | 母: ゾフィー・アントイネッテ[1] | 祖父: フェルディナント・アルブレヒト2世 (ブラウンシュヴァイク＝ヴォルフェンビュッテル公) | 曽祖母: クリスティーネ・ヴィルヘルミーネ（ヘッセン・エシュヴェーゲ方伯女）                               |
| フランツ | 母: ゾフィー・アントイネッテ[1] | 祖母: アントイネッテ・アマーリエ[2]                                                      | 曽祖父: ルートヴィヒ・ルドルフ (ブラウンシュヴァイク＝ヴォルフェンビュッテル公)                          |
| フランツ | 母: ゾフィー・アントイネッテ[1] | 祖母: アントイネッテ・アマーリエ[2]                                                      | 曽祖母: クリスティーネ・ルイーゼ（エッティンゲン候女）                                                   |

[1]の次兄アントン・ウルリヒは、ロシア女帝の後継者と見なされていたアンナ・レオポルドヴナと結婚。ロシア皇帝イヴァン6世の父。長姉エリーザベト・クリスティーネは、プロイセン王フリードリヒ2世妃であり、三姉ルイーゼ・アマーリエはプロイセン王フリードリヒ・ヴィルヘルム2世の母となった。末妹ユリアーネ・マリーはデンマーク・ノルウェー王フレデリク5世妃。
[2]の長姉エリーザベト・クリスティーネは、神聖ローマ皇帝カール6世の皇后であり、マリア・テレジアの母である。